# Baia di Charlotte
La baia di Charlotte (in inglese Charlotte Bay), centrata alle coordinate (64°34′59″S 61°37′59″W), è una baia lunga circa 22 km situata sulla costa di Danco, nella parte occidentale della Terra di Graham, in Antartide. La baia è delimitata dalla penisola di Reclus e da capo Murray.
Nella baia, o comunque nelle cale presenti sulle sue coste, si gettano diversi ghiacciai: il Bozhinov, il Krebs, il Nobile, il Renard e il Wellman.

## Storia
La baia di Charlotte è stata scoperta dalla spedizione belga in Antartide del 1897-99, comandata da Adrien de Gerlache, ed è stata così battezzata dallo stesso Gerlache in onore di Charlotte Dumeiz, fidanzata di Georges Lecointe, idrografo e comandante in seconda della spedizione.

## Il rifugio della baia di Charlotte
Negli anni cinquanta, il British Antarctic Survey, allora ancora conosciuto come Falkland Islands Dependency Survey, costruì un rifugio presso punto Portal (64°30′00″S 61°45′58″W), fra l'isola di Brabant e la costa di Danco.
Nella stagione 1956-57, Wally Herbert, al comando di una spedizione britannica incaricata di mappare l'area della baia Hope, arrivò al rifugio della baia di Charlotte dove avrebbe dovuto incontrare la nave RRS Shackleton e con essa rientrare in patria. Purtroppo, essendo senza radio, Herbert e la sua squadra non poterono essere informati del fatto che la Shackleton aveva urtato un iceberg ed aveva dunque dovuto far ritorno alle isole Falkland per le riparazioni necessarie. I sei uomini della squadra e i loro cani dovettero così trascorrere tre mesi all'interno del rifugio, con le provviste che diminuivano ogni giorno e ignari del proprio destino.